# Gratien Du Pont
Gratien Du Pont (* 15. Jahrhundert; † 16. Jahrhundert) war ein misogyner französischer Humanist und Romanist, der in Toulouse wirkte.

## Leben und Werk
Gratien Du Pont war Seigneur de Drusac (Dussac ?), Sohn eines Richters, hoher Beamter und Mitglied des Parlements in Toulouse. Er trat mit zwei Veröffentlichungen hervor, die beide seit jüngster Zeit in kritischen Ausgaben vorliegen. In den Controverses des sexes masculin et féminin (Kontroversen des männlichen und weiblichen Geschlechts) von 1534 zeigt er in der Querelle des femmes seine Misogynie und seinen Androzentrismus (Chauvinismus). In der Art et science de rhetoricque metriffiée (Kunst und Wissenschaft der Rhetorik des Metrums) von 1539 ist er der konservative Theoretiker der Jeux Floraux, dessen Poetik bereits durch Jean Lemaire de Belges und Clément Marot überholt ist.

## Werke (Auswahl)
- Controverses des sexes masculin et femenin. Toulouse 1534.
  - (kritische Ausgabe) Les controverses des sexes masculin et femenin. Hrsg. Céline Marcy. Classiques Garnier, Paris 2017. (Habilitationsschrift Toulouse 2008)
- Art et science de rhetoricque metriffiée, composé par Gracien Du Pont, escuyer, seigneur de Drusac. N. Vieillard, Toulouse 1539. Slatkine, Genf 1972.
  - (kritische Ausgabe) Art et science de rhetoricque metriffiée. Hrsg. Véronique Montagne.  Classiques Garnier, Paris 2012.